# Латера
Ла̀тера (на италиански: Latera) е село и община в Централна Италия, провинция Витербо, регион Лацио. Разположено е на 508 m надморска височина. Населението на общината е 951 души (към 2010 г.).